# Medynki Domaszewskie
Medynki Domaszewskie (biał. Мядынкі Дамашоўскія; ros. Медынки Домашовские) – wieś na Białorusi, w obwodzie witebskim, w rejonie brasławskim, w sielsowiecie Opsa.

## Historia
W czasach zaborów w granicach Imperium Rosyjskiego.
W 1865 wieś zamieszkiwało 13 osób.
W dwudziestoleciu międzywojennym wieś leżała w Polsce, w województwie nowogródzkim (od 1926 w województwie wileńskim), w powiecie dziśnieńskim (od 1926 w powiecie brasławskim), w gminie Bohiń a następnie w gminie Opsa.
Według Powszechnego Spisu Ludności z 1921 roku wieś zamieszkiwało 43 osoby, wszystkie były wyznania rzymskokatolickiego i zadeklarowały białoruską przynależność narodową. Było tu 8 budynków mieszkalnych. W 1931 w 8 domach zamieszkiwało 40 osób.
Wierni należeli do parafii rzymskokatolickiej w Opsie. Miejscowość podlegała pod Sąd Grodzki w Opsie i Okręgowy w Wilnie; właściwy urząd pocztowy mieścił się w Opsie.